# Bulletin de la Société scientifique de Bretagne
Das Bulletin de la Société scientifique de Bretagne (abgekürzt Bull. Soc. Sci. Bretagne) ist eine vierteljährlich erscheinende wissenschaftliche Fachzeitschrift, die von der Société scientifique de Bretagne herausgegeben wurde. Die Zeitschrift erschien von 1924 bis 1994 und behandelte Themen aus dem Bereich der Mathematik, Physik und den Naturwissenschaften.